# Color of Your Life
Chansons représentant la Pologne au Concours Eurovision de la chanson
In the name of Love
(2015)
Color of Your Life (en français « La couleur de ta vie ») est la chanson de Michał Szpak qui représente la Pologne au Concours Eurovision de la chanson 2016 à Stockholm.
Le 12 mai 2016, lors de la 2de demi-finale, elle termine à la 6e place avec 151 points et est qualifiée pour la finale le 14 mai 2016 au cours de laquelle elle termine à la 8e place avec 229 points.